# Tour de Capigliolo
La Tour de Capigliolo (en corse : Torra di Capigliolu) est une tour génoise en ruines située dans la commune de  Casaglione, dans le département français de la Corse-du-Sud. 

## Protection
La tour de Capigliolo est ajouté à l'inventaire général le 14 septembre 2007.